# Paso del Águila, Oaxaca
Paso del Águila är en ort i Mexiko.   Den ligger i kommunen San Juan Lalana och delstaten Oaxaca, i den sydöstra delen av landet, 400 km sydost om huvudstaden Mexico City. Paso del Águila ligger 90 meter över havet och antalet invånare är 630.
Terrängen runt Paso del Águila är huvudsakligen platt. Paso del Águila ligger nere i en dal. Runt Paso del Águila är det mycket glesbefolkat, med 4 invånare per kvadratkilometer. Närmaste större samhälle är San Lorenzo, 15,2 km väster om Paso del Águila. I omgivningarna runt Paso del Águila växer i huvudsak städsegrön lövskog.